# 回国证明

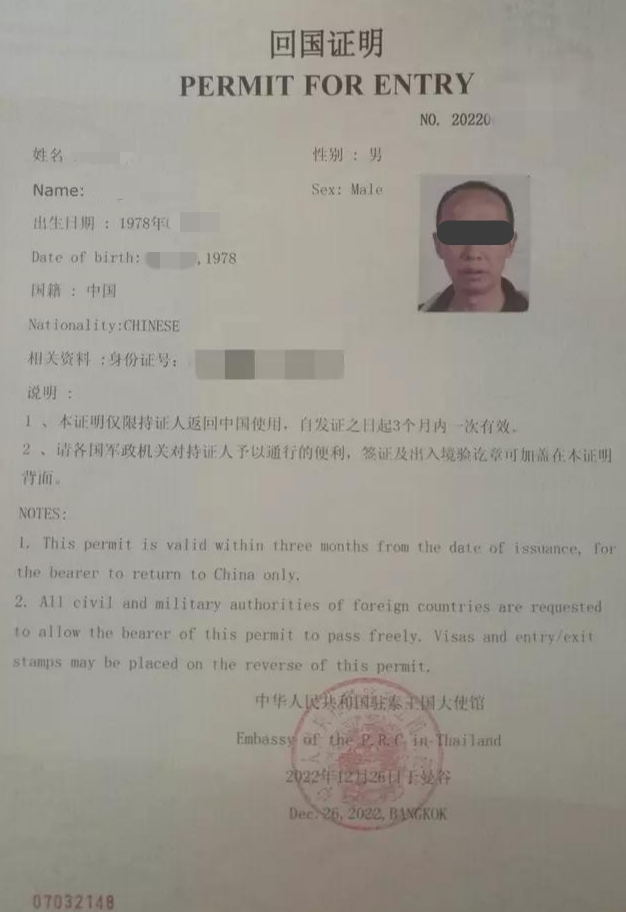
回国证明

回国证明（英語：Permit for entry）是中华人民共和国签发的的一次性旅行证件，由中国驻外使领馆向被外国政府遣返且无有效旅行证件或所持证件无法使用的中国公民签发，用于持证人返回中国大陆。在外国有合法身份但中国护照丢失或损毁的中国公民不会获发回国证明，而应申请办理旅行证或补发护照。

## 制式
回国证明是印制在具有防伪性能的纸张上的单页文件，以中文和英文载明持证人的下列个人信息：
- 姓名
- 性别
- 出生日期
- 国籍（由于持证人为中国公民，故必然为“中国”）
- 照片
- 相关资料（持证人的个人信息，例如公民身份号码）

还载有下列说明性文字：
相关资料：
说明：
1、本证明仅限持证人返回中国使用，自发证之日起3个月内一次有效。
2、请各国军政机关对持证人予以通行的便利，签证及出入境验讫章可加盖在本证明背面。
NOTES:
1. This permit is valid within three months from the date of issuance, for the bearer to return to China only.
2. All civil and military authorities of foreign countries are requested to allow the bearer of this permit to pass freely. Visas and entry/exit stamps may be placed on the reverse of this permit.